# Stenomesson rupense
Stenomesson rupense är en amaryllisväxtart som beskrevs av Pierfelice Ravenna. Stenomesson rupense ingår i släktet Stenomesson och familjen amaryllisväxter.
Artens utbredningsområde är Peru. Inga underarter finns listade i Catalogue of Life.